# Matemática experimental
Matemática experimental é uma abordagem para a matemática em que a computação numérica é usada para investigar objetos matemáticos e identificar propriedades e padrões. Tem sido definida como "o ramo da matemática que se preocupa em última análise, com a codificação e transmissão de conhecimentos dentro da comunidade matemática através do uso da exploração experimental (quer no sentido Galileano, Baconiano, Aristotélico ou Kantiano) de conjecturas e crenças mais informais e uma análise cuidadosa dos dados adquiridos nessa busca."